# شانتی
ماریا شانتال ویدلا (انگلیسی: Maria Chantal Videla؛ زادهٔ ۱۵ دسامبر ۲۰۰۲) که با نام شانتی (Chanty) شناخته می‌شود، خواننده و بازیگر فیلیپینی ساکن کره جنوبی است. او یکی از اعضای گروه دخترانه کره‌ای لاپیلس است.